# Шмелёв, Олег Михайлович
Оле́г Миха́йлович Шмелёв (1924, Пышлицы, Московская губерния — 1987) — советский журналист, киносценарист, прозаик.

## Биография
Родился в селе Архангельское Рязанской губернии (ныне Пышлицы Московской области). Окончил среднюю школу, с 1941 года работал в редакции газеты «Большевик» (Электросталь). В октябре 1942 года призван в армию, служил в 103 стрелковом полку 85 стрелковой дивизии. Воевал на Ленинградском фронте, был дважды ранен.
С 1946 года работал в «Комсомольской правде». В 1951 году опубликовал первый рассказ в журнале «Огонёк», с 1952 года до конца жизни работал в редакции «Огонька». Его коллега Борис Леонов вспоминал:
Это Олег Михайлович Шмелев, известный многим любителям приключенческой литературы своими романами о резиденте и ошибке оного. Вчерашний фронтовик, он много доброго сделал людям. Не прост по характеру, но прям и честен в отношениях. До сих пор испытываю чувство неловкости после разговора с ним, на который меня настроил Анатолий Владимирович, решивший было отправить Шмелева на пенсию. У Олега Михайловича не все было ладно со здоровьем, он охрип, с трудом говорил. И я решил по-свойски, без всяких словесных «буферных» намеков предложить ему пойти на заслуженный отдых.

— Слушай, Андреич, зачем ты взял на себя этот разговор? Меня не ты принимал на работу. А те, кто принимали, почему-то не хотят сами напрямую поговорить со мной. А поскольку они не хотят, то и ты со мною не говорил. Понял? А я на тебя не сержусь, хотя мог бы, — улыбнулся он, потом добавил: — Я сам с ним пообщаюсь...
По другим данным, однако, настоящим автором книг о резиденте, воспользовавшимся лишь именем Шмелёва, был бывший сотрудник советских спецслужб Олег Грибанов.
Умер в конце 1987 года.

## Книги
- Трилогия о Тульеве
  - Олег Шмелёв, Владимир Востоков. Ошибка резидента: Повесть. — М.: Молодая гвардия, 1966. — 288 с.
  - Олег Шмелёв, Владимир Востоков. С открытыми картами: Повесть. — М.: Молодая гвардия, 1968. — 176 с.
  - Олег Шмелёв, Владимир Востоков. Возвращение резидента: Повесть. — М.: Молодая гвардия, 1981. — (Стрела). — 320 с.
- Наш футбол. — М.: Физкультура и спорт, 1959. — 32 с.
- Рассказы о моей роте. — М.: Правда, 1962. — (Библиотека Огонёк). — 48 с.
- Двенадцать часов: Рассказы и очерки. — М.: Правда, 1970. — (Библиотека Огонёк). — 64 с.
- Возвращение под огонь: Рассказы и очерки. — М.: Московский рабочий, 1975. — 176 с.
- Последний рубеж: Повесть. — М.: Правда, 1975. — (Библиотека Огонёк). — 48 с.
- Репортаж без восклицательных знаков: Очерки и рассказы. — М.: Правда, 1978. — (Библиотека Огонёк). — 64 с.
- Три черепахи: Повесть и роман. — М.: Молодая гвардия, 1984. — 272 с.
- После суда: Очерки. — М.: Правда, 1986. — (Библиотека Огонёк). — 64 с.
- Ключи: Повесть. — М.: Правда, 1989. — (Библиотека Огонёк). — 48+48 с. (в двух книгах)

### Литературная запись
- Иванов А. П. Жизнь артиста. — М. Советская Россия, 1978. — 288 с.

## Киносценарии
- Ошибка резидента
- Судьба резидента
- Возвращение резидента
- Кольцо из Амстердама